# Schrenz (Buchherstellung)
Schrenz ist ein Fachbegriff aus der Buchbinderei. Als Schrenz wird ein Karton oder eine dünne Pappe aus minderwertigen Rohstoffen bezeichnet. Auch die Bezeichnungen Schrenzpappe oder Rückenschrenz findet man in der Fachliteratur.
Der Schrenz wird in der Buchbinderei hauptsächlich als Rückeneinlage für Deckenbände benutzt, d. h. er ist der Bestandteil der Buchdecke, der den Buchrücken bildet. Ein Deckenband ist ein fester Einband der separat vom Buchblock angefertigt wird.
Zwischen der Rückeneinlage und den Buchdeckeln besteht ein Abstand, der Falz genannt wird und der das Gelenk des Bucheinbandes bildet.
Je nach Dicke des Buches und ob es einen runden oder geraden Rücken erhalten soll, wird die Stärke des Schrenzes ausgewählt. Ein runder Rücken benötigt einen dünnen Schrenz, der sich der Rundung anschmiegt, während Einbände mit geradem Rücken einen dickeren Schrenz als Rückeneinlage erhalten können.
Schrenzpappe wird auch in anderen Bereichen der Buchbinderei verwendet, so z. B. um „unechte Bünde“ am Buchrücken anzubringen, für Reliefarbeiten oder Vertiefungen und Rahmen auf dem Buchdeckel, als Buchdeckel für flexible Einbände oder beim Herstellen von Behältnissen.